# UPPERS
『UPPERS』（アッパーズ）は、マーベラスより2016年7月14日に発売されたPlayStation Vita用ゲームソフト。
キャッチコピーは、「気分爽壊 モテモテ×サイキョー」。

## 概要
マーベラスの新規IPタイトルによる3Dアクションゲーム。暴力が支配する島を舞台に、様々な背景により最強を目指す男たちの闘いを描くという内容。
制作指揮は『閃乱カグラ』『VALKYRIE DRIVE』なども手掛ける高木謙一郎で、過去の高木のプロデュース作品からは一転して喧嘩や不良をキーとする、男臭さを全面に推し出した世界観・ビジュアルを特徴としている。
また、バトルを通して女性キャラクター陣へアピールするギャルゲー要素も存在する。

## 登場人物

### メインキャラクター
神代 乱麻（かみしろ らんま）
声 - 松岡禎丞
本作の主人公。
櫻井 ミチル（さくらい ミチル）
声 - 檜山修之
乱麻の相棒。
小柳 清也（こやなぎ せいや）
声 - 江口拓也

小柳 純也（こやなぎ じゅんや）
声 - 松本忍

白石 凪（しらいし なぎ）
声 - 鈴木裕斗

真田 天命（さなだ てんめい）
声 - てらそままさき

マックス・紅蓮ハート（マックス・グレンハート）
声 - 中村大志

金丸 ひろし（かなまる ひろし）
声 - 上田燿司

右京 紫苑（うきょう しおん）
声 - 伊丸岡篤

劉 无常
声 - 山口勝平

九条 骸（くじょう むくろ）
声 - 津田健次郎

ニコル
声 - 茅原実里

大道寺先輩（だいどうじせんぱい）
声 - 浅川悠
『閃乱カグラ』シリーズからの出張キャラクター。

### クイーン
百合川 ルナ（ゆりかわ ルナ）
声 - 久保ユリカ

櫻井 海（さくらい うみ）
声 - 茅原実里

九条 楓華（くじょう ふうか）
声 - 上田麗奈

竹林 可憐（たけばやし かれん）
声 - 加隈亜衣

梅光園 芹菜（ばいこうえん せりな）
声 - 豊口めぐみ

中田 松子（なかた まつこ）
声 - 濱田みづき

桃雪 舞（ももゆき まい）
声 - 金元寿子

カトレア
声 - 笹本菜津枝